# Gerhard Klemm
Pour les articles homonymes, voir Klemm (homonymie).
 (juin 2017).
Gerhard Klemm (12 juin 1928 - 2011) est un pasteur évangélique pentecôtiste allemand de la Fédération des églises pentecôtistes, musicien, chanteur et compositeur.

## Biographie
Gerhard Klemm est le dernier des huit enfants d'un père né athée et une mère chrétienne, installés en Prusse orientale. Pendant un emprisonnement, il connait en prison une  conversion personnelle à la foi chrétienne. Après une formation à l'Institut de théologie de Stuttgart en 1955, il devient un chef de file communautaire dans la Fédération des Églises pentecôtistes appelé Brême Élim. Dans les années qui suivent, Klemm est l'un des prédicateurs itinérant plus populaires en Allemagne. Il enseigne jusqu'en 1971 au Séminaire théologique Berea, fondé et dirigé par Lustre Verlag et écrit des chansons chrétiennes évangéliques. Il chante dans plusieurs groupes comme "The Sunrise Singers" le succès international de l'église pentecôtiste "quatuor gospel" et dirige plusieurs chœurs. Il est maintenant considéré comme l'un des pionniers des créateurs de médias chrétiens en Allemagne d'après-guerre.
Gerhard Klemm épouse en 1952 Gerda Schiller. Ils ont trois filles et un fils. Il passe une retraite active au Canada où il anime, entre autres, l'émission de télévision chrétienne 100 Huntley rue. En 1983, il fonde "Media Vision", une usine de médias similaires en Allemagne, et présente un an plus tard le spectacle "une vie pleine" dans le projet pilote de cable à Ludwigshafen qui appartenait à des pionniers la radio privée allemande Erling Eichholz. Il est mort en 2011.

## Œuvres (sélection)

### Chansons remarquables
- Sehnsucht (Jesus, du meine Sonne)
- Herrliche Stunden
- Ewigkeitsmorgen (Mañana)
- Pilger, wo ist deine Heimat
- Herrlicher Morgen (Zeichen der Zeit)
- Über Berge und Höhn
- Über Wolken weit

### Discographie
- Grau ist der Tag (Sela)
- Jesus liebt ja alle Kinder (Sela)
- Ich hebe meine Augen auf (Sela)
- Jesus kam und er kommt wider (Sela)
- Gute Nachricht für Sie (Sela)
- Nur er ist das Leben (Sela)
- Gott meint es gut mit dir (Sela)
- The German Gospel Quartet (Sela)
- Tag für Tag (Sela)

## Littérature
- Gerhard Klemm, Gerhard, ich habe dich bei deinem Namen gerufen. Eine außergewöhnliche Biographie, Scopus Verlag, Hambourg, 1999  (ISBN 3-00-004249-0).
- Ludwig David Eisenlöffel, Freikirchliche Pfingstbewegung in Deutschland: Innenansichten 1945-1985, V & R Unipress, Göttingen, 2006  (ISBN 9783899712759).